# Bahamas aux Jeux du Commonwealth
Les Bahamas participent aux Jeux du Commonwealth depuis les Jeux de 1954 à Vancouver. Le pays compte trente-quatre médailles à son palmarès, dont neuf en or. La quasi-totalité a été remportée aux épreuves d'athlétisme, excepté trois médailles de bronze en boxe et la médaille d'argent d'Arianna Wallace au 50 mètres papillon en natation en 2014. Les Bahamas détiennent actuellement les records des Jeux au 100 mètres femmes (10,91 s, établi par Debbie Ferguson en 2002) et au 4x100 mètres relai femmes (42,44 s, 2002). Avec trois médailles d'or, la sprinteuse Debbie Ferguson est par ailleurs l'athlète bahaméenne la plus titrée aux Jeux. 

## Médailles
Résultats par Jeux :
| Année | Médaille d'or | Médaille d'argent | Médaille de bronze | Total   |
| ----- | ------------- | ----------------- | ------------------ | ------- |
| 1954  | 0             | 0                 | 0                  | 0       |
| 1958  | 1             | 1                 | 0                  | 2       |
| 1962  | 0             | 1                 | 0                  | 1       |
| 1966  | 0             | 1                 | 0                  | 1       |
| 1970  | 0             | 0                 | 0                  | 0       |
| 1974  | absents       | absents           | absents            | absents |
| 1978  | 0             | 1                 | 0                  | 1       |
| 1982  | 2             | 2                 | 2                  | 6       |
| 1986  | boycott       | boycott           | boycott            | boycott |
| 1990  | 0             | 0                 | 2                  | 2       |
| 1994  | 0             | 0                 | 0                  | 0       |
| 1998  | 1             | 1                 | 0                  | 2       |
| 2002  | 4             | 0                 | 4                  | 8       |
| 2006  | 0             | 2                 | 0                  | 2       |
| 2010  | 1             | 1                 | 4                  | 6       |
| 2014  | 0             | 2                 | 1                  | 3       |
| Total | 9             | 12                | 13                 | 34      |

Médaillés d'or :
| Nom                                                           | Jeux | Discipline | Épreuves                   | Résultat                  |
| ------------------------------------------------------------- | ---- | ---------- | -------------------------- | ------------------------- |
| Thomas Robinson                                               | 1958 | Athlétisme | 220 yard hommes            | 21,0 s                    |
| Bradley Cooper                                                | 1982 | Athlétisme | Lancer de disque hommes    | 64,04 mètres              |
| Shonel Ferguson                                               | 1982 | Athlétisme | Saut en longueur femmes    | 6,91 mètres               |
| Chandra Sturrup                                               | 1998 | Athlétisme | 100 mètres femmes          | 11,06 s                   |
| Debbie Ferguson                                               | 2002 | Athlétisme | 100 mètres femmes          | 10,91 s (record des Jeux) |
| Debbie Ferguson                                               | 2002 | Athlétisme | 200 mètres femmes          | 22,20 s                   |
| Chandra Sturrup Debbie Ferguson Sevatheda Fynes Tamika Clarke | 2002 | Athlétisme | Relai 4x100 mètres femmes  | 42,44 s (record des Jeux) |
| Laverne Eve                                                   | 2002 | Athlétisme | Lancelot de javelot femmes | 58,46 mètres              |
| Donald Thomas                                                 | 2010 | Athlétisme | Saut en hauteur hommes     | 2,32 mètres               |